# Paulo César Motta
Paulo César Motta Donis (Ciudad de Guatemala, Guatemala, 29 de marzo de 1982) es un exfutbolista guatemalteco que se desempeñó como portero en la Liga Nacional de Fútbol de Guatemala siendo parte del Club Social y Deportivo Municipal hasta el año 2019, siendo también parte de la Selección de fútbol de Guatemala durante varios años como portero indiscutible. Actualmente se encuentra retirado, pero forma parte del cuerpo técnico del Aurora FC donde se desempeña como preparador de porteros.

## Selección nacional
Ha sido internacional con la Selección de fútbol de Guatemala en varias etapas clasificatorias para la Copa Mundial de Fútbol y en la Copa de Oro de la Concacaf.

### Participaciones en Copa Oro
| Copa          | Sede                    | Resultado        |
| ------------- | ----------------------- | ---------------- |
| Copa Oro 2003 | Estados Unidos y México | Fase de grupos   |
| Copa Oro 2005 | Estados Unidos          | Fase de grupos   |
| Copa Oro 2007 | Estados Unidos          | Cuartos de final |
| Copa Oro 2011 | Estados Unidos          | Cuartos de final |
| Copa Oro 2015 | Estados Unidos · Canadá |                  |

### Participaciones en Copa Centroamericana
| Copa            | Sede        | Resultado    |
| --------------- | ----------- | ------------ |
| Copa Uncaf 2005 | Guatemala   | Tercer lugar |
| Copa Uncaf 2007 | El Salvador | Tercer lugar |

## Palmarés

### Distinciones individuales
| Distinción               | Año                  |
| ------------------------ | -------------------- |
| Trofeo Josue Danny Ortiz | Torneo Apertura 2010 |
| Trofeo Josue Danny Ortiz | Torneo Clausura 2015 |
| Trofeo Josue Danny Ortiz | Torneo Clausura 2018 |

- Datos: Q2056570